# Les Chambres rouges
Pour plus de détails, voir Fiche technique et Distribution.
Les Chambres rouges est un thriller québécois réalisé par Pascal Plante et sorti en 2023.

## Synopsis
Kelly-Anne se réveille chaque matin aux portes du palais de justice pour s'assurer une place au procès hyper-médiatisé de Ludovic Chevalier, un tueur en série par lequel elle est obsédée. Motivée par des fantasmes de plus en plus morbides, elle tentera par tous les moyens de mettre la main sur l'ultime pièce du puzzle : la vidéo manquante du meurtre d'une adolescente de 13 ans qui porte une inquiétante ressemblance avec elle.

## Fiche technique
Sauf indication contraire, les informations mentionnées dans cette section peuvent être confirmées par la base de données cinématographiques IMDb,  présente dans la section « Liens externes ».
- Titre original : Les Chambres rouges
- Réalisation et scénario : Pascal Plante
- Costumes : Renée Sawtelle
- Photographie : Vincent Biron (en)
- Son : Martyne Morin, Olivier Calvert, Stéphane Bergeron
- Montage : Jonah Malak (en)
- Musique : Dominique Plante (en)
- Direction artistique : Laura Nhem
- Production : Dominique Dussault (en)
- Société de production : Nemesis Films
- Sociétés de distribution : Entract Films (Québec), ESC Films (France)
- Pays de production :  Canada
- Tournage : Montréal, automne 2022
- Langue originale : français
- Format : couleur — 1,50:1 — son 5.1
- Genre : thriller
- Durée : 118 minutes
- Dates de sortie :
  - Tchéquie : 4 juillet 2023 (Festival international du film de Karlovy Vary)
  - Québec : 20 juillet 2023 (FanTasia) ; 11 août 2023 (en salles)
  - France : 17 janvier 2024

## Distribution
- Juliette Gariépy : Kelly-Anne
- Laurie Babin (en) : Clémentine
- Elisabeth Locas : Francine Beaulieu
- Maxwell McCabe-Lokos (en) : Ludovic Chevalier
- Natalie Tannous : maître Chedid
- Pierre Chagnon : maître Fortin
- Guy Thauvette : le juge Marcel Godbout

## Réception
Le film reçoit une ovation lors de sa première au Festival international du film de Karlovy Vary 2023. Il remporte également quatre prix Chevalier noir lors du Festival FanTasia de 2023. Des critiques québécoises soulignent la cinématographie du réalisateur, dont des plans-séquences particulièrement réussis, ainsi que la performance des actrices,,. D'ailleurs, le duo Gariépy-Babin obtient les prix de révélation de l'année et de meilleure actrice de soutien lors du 25e gala Québec Cinéma.

## Distinctions

### Récompenses
- FanTasia 2023, compétition Cheval noir (longs métrages)[7],[8] :
  - meilleur film pour Pascal Plante ;
  - meilleur scénario pour Pascal Plante ;
  - meilleure performance (féminine[9]) pour Juliette Gariépy ;
  - meilleure bande originale pour Dominique Plante (en).
- Prix Iris 2023[10] :
  - meilleure actrice de soutien pour Laurie Babin (en) ;
  - révélation de l'année pour Juliette Gariépy.

### Nominations
- Prix Iris 2023[10] :
  - meilleur film pour Pascal Plante ;
  - meilleure réalisation pour Pascal Plante ;
  - meilleur scénario pour Pascal Plante ;
  - meilleure distribution des rôles pour Marilou Richer ;
  - meilleure direction artistique pour Laura Nhem ;
  - meilleure direction de la photographie pour Vincent Biron (en) ;
  - meilleur son pour Olivier Calvert, Stéphane Bergeron et Martyne Morin ;
  - meilleur montage pour Jonah Malak (en) ;
  - meilleure musique originale pour Dominique Plante (en) ;
  - meilleur maquillage pour Marie Salvado ;
  - meilleure coiffure pour Nermin Grbic (en).

## Autour du film
Sur le dark web, Kelly-Anne utilise le pseudonyme LadyOfShalott, en référence au poème The Lady of Shalott, qui parle d'une isolation similaire à celle que vit le personnage de Kelly-Anne.